# Jorén Oganesián
Jorén Oganesián (en armenio:  Խորեն Հովհաննիսյան; Ereván, Unión Soviética, 10 de enero de 1955) es un exfutbolista armenio que jugó para la desaparecida selección de fútbol de la Unión Soviética. Actualmente ejerce de entrenador de fútbol.
La Federación de Fútbol de Armenia declaró a Oganesián como el mejor jugador de la historia del país en el siglo XX.

## Clubes

### Jugador
| Club                  | País            | Año         | Partidos | Goles |
| FC Ararat Ereván      | Unión Soviética | 1974 - 1985 | 295      | 93    |
| FC Arabkir            | Unión Soviética | 1986 - 1988 | 13       | 4     |
| FC Pakhtakor Tashkent | Unión Soviética | 1988 - 1991 | 46       | 9     |
| Kilikia FC            | Armenia         | 1992 - 1993 | 33       | 22    |
| FC Pyunik             | Armenia         | 1995 - 1996 | 4        | 0     |

### Entrenador
| Club                   | País       | Año         |
| ---------------------- | ---------- | ----------- |
| Selección de Armenia   | Armenia    | 1996 - 1997 |
| FC Pyunik              | Armenia    | 2000 - 2006 |
| PFC Lokomotiv Tashkent | Uzbekistán | 2012        |

- Datos: Q718626